# Tomáš Vincour
Tomáš Vincour (* 19. November 1990 in Brno, Tschechoslowakei) ist ein tschechischer Eishockeyspieler, der seit August 2016 wieder beim HC Kometa Brno in der tschechischen Extraliga unter Vertrag steht. In der National Hockey League absolvierte er für die Dallas Stars und die Colorado Avalanche insgesamt 95 Spiele.

## Karriere
Tomáš Vincour begann seine Karriere als Eishockeyspieler in seiner Heimatstadt in der Nachwuchsabteilung des HC Kometa Brno, für dessen Profimannschaft er von 2005 bis 2007 insgesamt fünf Spiele in der 1. Liga, der zweiten tschechischen Spielklasse, absolvierte. Von 2007 bis 2010 spielte der Flügelspieler in der kanadischen Juniorenliga Western Hockey League für die Edmonton Oil Kings, die ihn beim CHL Import Draft 2007 als Top-Draftpick gezogen hatten, und Vancouver Giants. In diesem Zeitraum wurde er im NHL Entry Draft 2009 in der fünften Runde als insgesamt 129. Spieler von den Dallas Stars ausgewählt. Für die Dallas Stars gab er in der Saison 2010/11 sein Debüt in der National Hockey League, als er in 24 Spielen je ein Tor und eine Vorlage erzielte. Den Großteil der Spielzeit verbrachte der Tscheche allerdings bei deren Farmteam Texas Stars, für die er in der American Hockey League in insgesamt 50 Spielen 13 Scorerpunkte erzielte, davon fünf Tore.

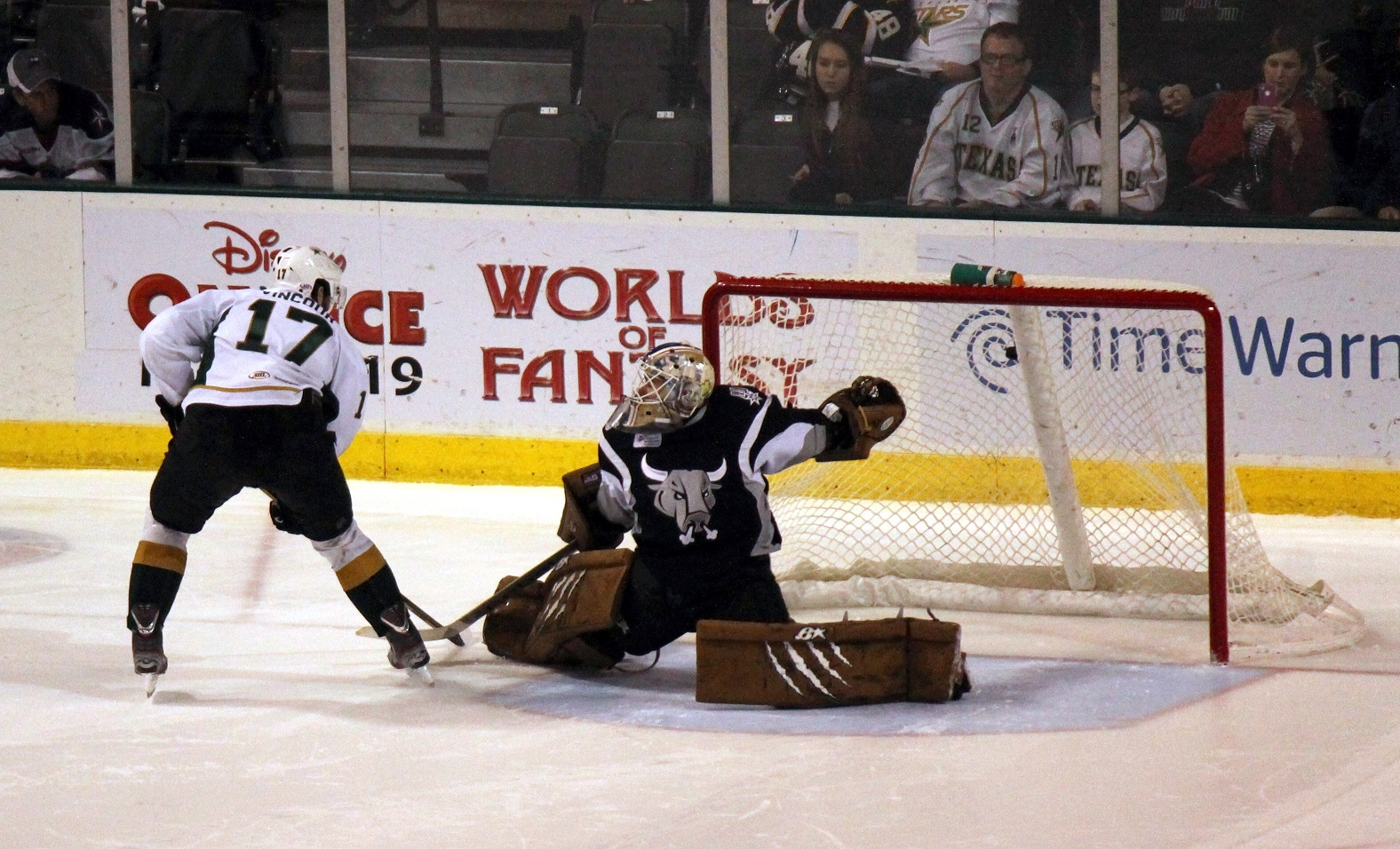
Tomáš Vincour erzielt ein Shootout-Tor im Trikot der Texas Stars

Am 2. April 2013 wurde er im Austausch für Verteidiger Cameron Gaunce zur Colorado Avalanche transferiert und absolvierte zwei NHL- und sechs AHL-Spiele für das Franchise. Im Juni 2013 kehrte er nach Europa zurück und wurde vom Ak Bars Kasan aus der Kontinentalen Hockey-Liga verpflichtet. Nach der Saison 2013/14 verließ er Kasan wieder und schloss sich, nachdem er für zwei Wochen bei seinem alten Verein HC Kometa Brno unter Vertrag gestanden hatte, im August 2014 den Colorado Avalanche an.
Bei der Avalanche konnte sich Vincour in der Folge nicht etablieren und verbrachte den Großteil der Saison 2014/15 bei den Lake Erie Monsters in der AHL. Nach der Spielzeit entschloss sich der Tscheche, in die KHL zurückzukehren und unterzeichnete im August 2015 einen Einjahresvertrag beim HK Sibir Nowosibirsk. Für Sibir absolvierte er 55 KHL-Partien, in denen er 31 Scorerpunkte sammelte. Nach Ablauf des Vertrags kehrte er nach Tschechien zurück und wurde von seinem Stammverein Kometa verpflichtet.

### International
Für Tschechien nahm Vincour im Juniorenbereich zunächst an der U18-Junioren-Weltmeisterschaft 2007 teil, bei der er mit seiner Mannschaft in die Division I abstieg, aus der er mit seiner Mannschaft bei der U18-Junioren-Weltmeisterschaft der Division I 2008 sofort wieder aufstieg. An diesem Erfolg hatte er als Topscorer, bester Vorlagengeber und Spieler mit der besten Plus/Minus-Bilanz der Gruppe A entscheidenden Anteil. Zudem stand er im Aufgebot Tschechiens bei den U20-Junioren-Weltmeisterschaften 2009 und 2010.

## Erfolge und Auszeichnungen
- 2008 Aufstieg in die Top-Division bei der U18-Junioren-Weltmeisterschaft der Division I
- 2008 Bester Stürmer der U18-Junioren-Weltmeisterschaft der Division I, Gruppe A
- 2008 Beste Plus/Minus-Bilanz der U18-Junioren-Weltmeisterschaft der Division I, Gruppe A
- 2008 Topscorer der U18-Junioren-Weltmeisterschaft der Division I, Gruppe A
- 2008 Bester Vorlagengeber der U18-Junioren-Weltmeisterschaft der Division I, Gruppe A
- 2017 Tschechischer Meister mit dem HC Kometa Brno
- 2018 Tschechischer Meister mit dem HC Kometa Brno